# Ahmet Davutoğlu
Ahmet Davutoğlu (Konya, 1959. február 26. –) török politikus, a neoottomán elmélet kidolgozója, történészprofesszor, akadémikus, korábban külügyminiszter, Törökország miniszterelnöke 2014. június 29. és 2016. május 22. között.

## Lemondása
2016-ban Davutoğlu viszonya megromlott Recep Tayyip Erdoğan köztársasági elnökkel, miután Erdoğan elnöki kormányzást igyekezett bevezetni az országban. Május 5-én Davutoğlu  bejelentette: távozik a kormányfői posztról, amint a kormányzó Igazság és Fejlődés Pártja május 22-i kongresszusán kijelöli az utódját (valószínűleg Binali Yıldırım jelenlegi török közlekedési miniszter személyében).

## Magánélete
1984 óta nős (felesége: Sare Davutoğlu, nőgyógyász szakorvos), 4 gyermek apja.

## Könyvei
Egyik leghíresebb könyve a "Stratégiai mélység" , melyben a mai török politikát elemzi és saját gondolatait is belefűzi. Ma már (2016) magyar nyelven is kapható.

### Magyarul
- Stratégiai mélység. Törökország nemzetközi helyzete; Antall József Tudásközpont, Bp., 2016